# Vivien Keszthelyi

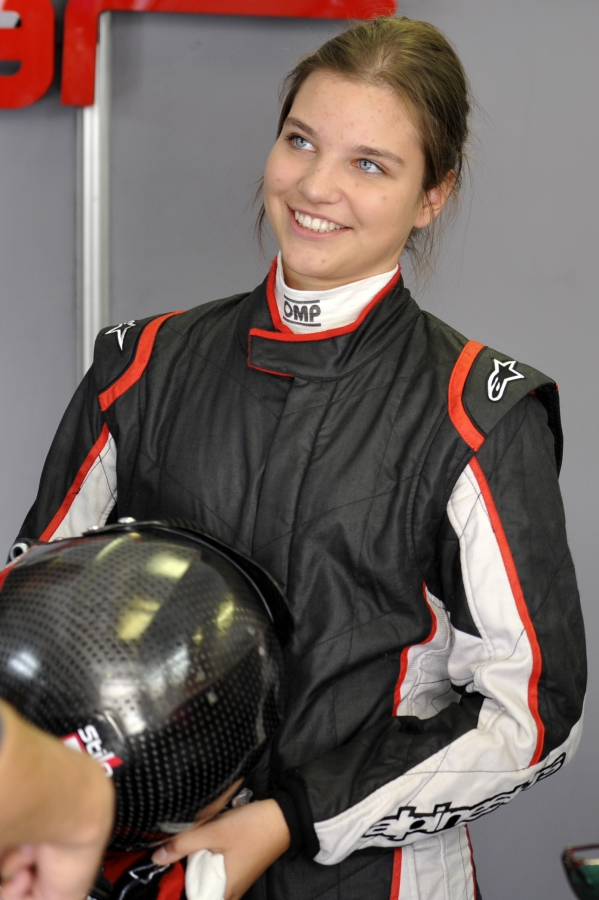
Vivien Keszthelyi 2015

Vivien Keszthelyi (* 7. Dezember 2000 in Debrecen) ist eine ungarische Automobilrennfahrerin.

## Karriere
Vivien Keszthelyi stieg 2014 in den Motorsport ein und startete mit dem Team Oxxo Motorsport in der Ungarischen Meisterschaft des Suzuki-Markenpokals FIA Swift Cup Europe. Dort fuhr sie zwei Jahre und erzielte 2015 mit dem dritten Platz in der nationalen Wertung, dem zweiten Platz in der Junior-Wertung und dem Titel in der Damen-Wertung ihr bestes Ergebnis in der Serie.
2016 wurde sie in die Audi Sport Racing Academy aufgenommen und ging mit einem Audi TT Cup in der Wertung für Fahrzeuge bis 2000 cm³ in der FIA Zentraleuropa Rundstrecken- und Langstrecken-Meisterschaft an den Start. Sie gewann in dem Jahr in der Ungarischen Tourenwagen-Meisterschaft den Meisterschaftstitel und den Langstreckenmeisterschaftstitel.
In der Saison 2017 fuhr sie im Audi Sport TT Cup und belegte zum Saisonende den 13. Rang in der Gesamtwertung. Im darauffolgenden Jahr 2018 startete sie mit einem Audi R8 LMS GT4 im Audi Sport Seyffarth R8 LMS Cup und gewann den Vize-Meistertitel.
2019 wechselte sie in den Formelsport und startete als Ersatzfahrerin in der W Series. In der Rennserie fuhr sie vier Rennen und belegte am Ende den 17. Rang in der Gesamtwertung. Im selben Jahr ging sie ebenfalls in der F3 Asian Championship Winter Series mit einem Tatuus T-318 an den Start und beendete die Saison mit dem 13. Gesamtplatz.

## Statistik

### Einzelergebnisse in der W Series
| Jahr | 1   | 2   | 3   | 4   | 5   | 6   | Punkte | Rang |
| ---- | --- | --- | --- | --- | --- | --- | ------ | ---- |
| 2019 | HOC | ZOL | MIS | NOR | ASS | BRA | 1      | 17.  |
| 2019 |     | DNF | 10  | 13  |     | 14  | 1      | 17.  |

### Einzelergebnisse in der F3 Asian Championship Winter Series
| Jahr | Team                  | 1   | 2   | 3   | 4   | 5   | 6   | 7   | 8   | 9   | Punkte | Rang |
| ---- | --------------------- | --- | --- | --- | --- | --- | --- | --- | --- | --- | ------ | ---- |
| 2019 | BlackArts Racing Team | THA | THA | THA | MAS | MAS | MAS | MAS | MAS | MAS | 13     | 13.  |
| 2019 | BlackArts Racing Team | 8   | 11  | 9   | 9   | 11  | 10  | DNF | DNF | 10  | 13     | 13.  |

| Legende  | Legende            | Legende                                                          |
| Farbe    | Abkürzung          | Bedeutung                                                        |
| -------- | ------------------ | ---------------------------------------------------------------- |
| Gold     | –                  | Sieg                                                             |
| Silber   | –                  | 2. Platz                                                         |
| Bronze   | –                  | 3. Platz                                                         |
| Grün     | –                  | Platzierung in den Punkten                                       |
| Blau     | –                  | Klassifiziert außerhalb der Punkteränge                          |
| Violett  | DNF                | Rennen nicht beendet (did not finish)                            |
| Violett  | NC                 | nicht klassifiziert (not classified)                             |
| Rot      | DNQ                | nicht qualifiziert (did not qualify)                             |
| Rot      | DNPQ               | in Vorqualifikation gescheitert (did not pre-qualify)            |
| Schwarz  | DSQ                | disqualifiziert (disqualified)                                   |
| Weiß     | DNS                | nicht am Start (did not start)                                   |
| Weiß     | WD                 | zurückgezogen (withdrawn)                                        |
| Hellblau | PO                 | nur am Training teilgenommen (practiced only)                    |
| Hellblau | TD                 | Freitags-Testfahrer (test driver)                                |
| ohne     | DNP                | nicht am Training teilgenommen (did not practice)                |
| ohne     | INJ                | verletzt oder krank (injured)                                    |
| ohne     | EX                 | ausgeschlossen (excluded)                                        |
| ohne     | DNA                | nicht erschienen (did not arrive)                                |
| ohne     | C                  | Rennen abgesagt (cancelled)                                      |
| ohne     | keine WM-Teilnahme |                                                                  |
| sonstige | P/fett             | Pole-Position                                                    |
| sonstige | 1/2/3/4/5/6/7/8    | Punktplatzierung im Sprint-/Qualifikationsrennen                 |
| sonstige | SR/kursiv          | Schnellste Rennrunde                                             |
| sonstige | *                  | nicht im Ziel, aufgrund der zurückgelegten Distanz aber gewertet |
| sonstige | ()                 | Streichresultate                                                 |
| sonstige | unterstrichen      | Führender in der Gesamtwertung                                   |